# Xã West Benton, Quận Christian, Missouri
Xã West Benton (tiếng Anh: West Benton Township) là một xã thuộc quận Christian, tiểu bang Missouri, Hoa Kỳ. Năm 2010, dân số của xã này là 580 người.